# 경기도청북부청사역
경기도청북부청사역(京畿道廳北部廳舍驛, Gyeonggi Provincial Government Northern Office station)은 경기도 의정부시 신곡동에 있는 의정부 경전철의 전철역이다.
이 역은 대한민국의 경전철 역명 중에서는 가장 길다.

## 역사
- 2012년 7월 1일 : 의정부 경전철 발곡 ~ 탑석 구간 개통

## 역 구조
2면 2선의 상대식 승강장이 있는 지상역이며, 스크린도어가 설치되어 있다.

#### 승강장
| 새말↑ |
| \| 상 |
| ↓효자 |

| 상행 | ● 의정부 경전철 | 의정부중앙 · 경전철의정부 · 회룡 · 발곡 방면 |
| 하행 | ● 의정부 경전철 | 어룡 · 차량기지 임시승강장 방면              |

승강장 번호는 없다.

## 역 주변
- 홈플러스 의정부점
- 경기도청 북부청사
- 의정부과학도서관
- 래미안 진흥아파트
- 새말초등학교
- 경기도북부경찰청

## 인접한 역
| 의정부 경전철       | 의정부 경전철   | 의정부 경전철                      |
| ------------------- | --------------- | ---------------------------------- |
| U119 새말 발곡 방면 | ● 의정부 경전철 | U121 효자 차량기지 임시승강장 방면 |

## 같이 보기
- 동대문역사문화공원역 : 환승역 중에서 가장 역명이 긴 역
- 국제금융센터·부산은행역 : 대한민국에서 가장 역명이 긴 역
- 다대포해수욕장역 : 종착역 중에서 가장 역명이 긴 역